# Grlište
Grlište (izvirno srbsko Грлиште) je naselje v Srbiji, ki upravno spada pod Mesto Zaječar; slednja pa je del Zaječarskega upravnega okraja.

## Demografija
V naselju živi 768 polnoletnih prebivalcev, pri čemer je njihova povprečna starost 51,5 let (49,1 pri moških in 53,8 pri ženskah). Naselje ima 308 gospodinjstev, pri čemer je povprečno število članov na gospodinjstvo 2,78.
To naselje je, glede na rezultate popisa iz leta 2002, večinoma srbsko.
|  |

| Demografija | Demografija     | Demografija     |
| Leto        | Št. prebivalcev | Št. prebivalcev |
| ----------- | --------------- | --------------- |
|             |                 |                 |
|             |                 |                 |
|             |                 |                 |
|             |                 |                 |
| 1948        | 1915            |                 |
| 1953        | 1929            |                 |
| 1961        | 1882            |                 |
| 1971        | 1578            |                 |
| 1981        | 1381            |                 |
| 1991        | 1164            | 1164            |
| 2002        | 863             | 857             |
|             |                 |                 |

| Etnična sestava po popisu iz leta 2002 | Etnična sestava po popisu iz leta 2002 | Etnična sestava po popisu iz leta 2002 | Etnična sestava po popisu iz leta 2002 | Etnična sestava po popisu iz leta 2002 |
| -------------------------------------- | -------------------------------------- | -------------------------------------- | -------------------------------------- | -------------------------------------- |
| Srbi                                   | Srbi                                   |                                        | 844                                    | 98,48%                                 |
| Črnogorci                              | Črnogorci                              |                                        | 3                                      | 0,35%                                  |
| Bolgari                                | Bolgari                                |                                        | 3                                      | 0,35%                                  |
| Albanci                                | Albanci                                |                                        | 3                                      | 0,35%                                  |
| Slovaki                                | Slovaki                                |                                        | 1                                      | 0,11%                                  |
| Neznano                                | Neznano                                |                                        | 3                                      | 0,35%                                  |